# Boplats

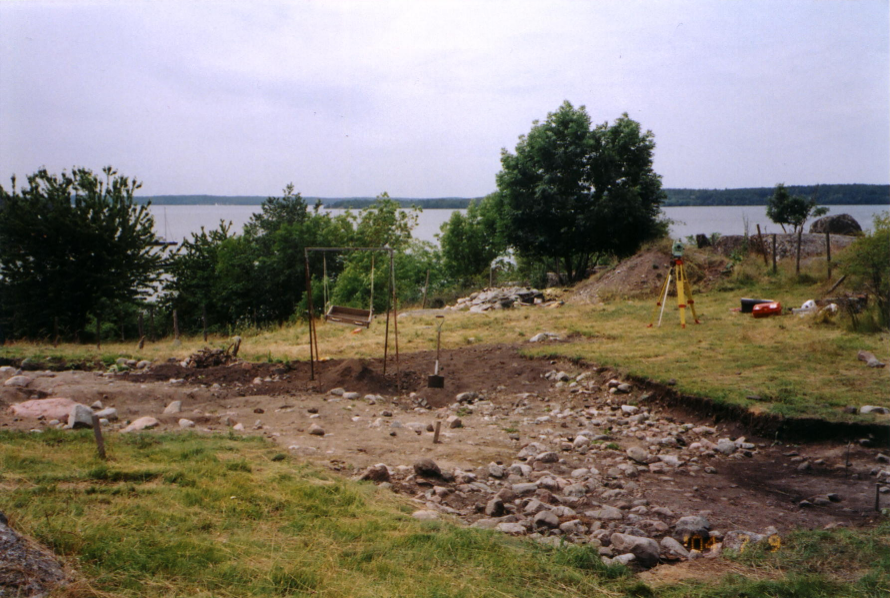
Birka.

Boplats (även ibland mer populärt bosättning) är ett begrepp som används inom arkeologin. Begreppet syftar på en plats med anknytning till vardagliga sysslor, som matlagning och boende, även om spår av faktiska hus- eller hyddkonstruktioner inte alltid förekommer. Arkeologiska lokaler som inte räknas som boplatser är till exempel kultplatser, gravplatser och aktivitetsytor.
Boplatserna ser olika ut under olika tidsperioder och på olika platser på jorden. Stenålderns boplatser varierar till exempel, i utseende och typ, från de första städerna (som framförallt finns i Mellanöstern) till relativt enkla, ofta säsongsbetonade fångst- eller insamlingsplatser. På vissa platser blir man alltså bofast redan mycket tidigt, medan man på andra platser fortsätter att leva ett mobilt liv som jägare-samlare ännu i modern tid. Städer förekommer inte i Norden förrän vid vikingatidens början.

## Exempel på boplatser
- Jeriko, en av de äldsta städerna
- Çatal Hüyük
- Skateholmsboplatsen

## Rekonstruerade boplatser i Sverige
- Gene fornby, gård i Örnsköldsvik från romersk järnålder
- Birka
- Eketorp på Öland är en rekonstruerad fornborg med boningshus